# Stazione di Campora San Giovanni-Serra Ajello
La stazione di Campora San Giovanni-Serra Aiello è una stazione ferroviaria posta sulla linea Battipaglia-Reggio Calabria. Serve i centri abitati di Campora San Giovanni e di Serra d'Aiello.

## Storia
La stazione di Campora San Giovanni-Serra Ajello è stata attivata nel 1880 con il nome di Aiello Calabro; in tale anno assunse la nuova denominazione di Campora San Giovanni. In seguito assunse la denominazione attuale.